# Adorjás
Adorjás è un comune dell'Ungheria di 191 abitanti (dati 2009) situato nella contea di Baranya, nella regione Transdanubio Meridionale.

## Società

### Evoluzione demografica
Secondo i dati del censimento 2001 il 96,7% degli abitanti è di etnia ungherese.